# Pozsonybeszterce
Pozsonybeszterce (szlovákul Záhorská Bystrica, németül Bisternitz) egykori falu Szlovákiában, a Pozsonyi kerületben, a Pozsonyi IV. járásban.

## Fekvése
Pozsonyhoz tartozik, központjától 12 km-re északnyugatra fekszik.

## Története
Területén a régészeti leletek tanúsága szerint már az i. e. 6. évezred közepén éltek emberek, amikor a vonaldíszes kerámiák népe lakott itt. A gazdag régészeti leletek azt mutatják, hogy a terület a kelta és a római-barbár időszakban is lakott volt. A szlávok a 6. században az avarokkal együtt érkeztek a vidékre, ahol több mint 200 évig szimbiózisban éltek.
A település első írásos említése 1314-ből Károly Róbert okleveléből származik, amikor hívét, Tallespruni Ruger fia Ottót megerősíti a falu és környékének birtokában. Földbirtokként azonban már a 13. század elejétől említik. 1208-ban "Bistric", 1256-ban "Bistrich" alakban bukkan fel a neve. Nevét arról a patakról kapta, amely mellett települt. Az 1332-ben kelt pápai tizedjegyzék szerint plébániája már létezett, a borostyánkői uradalom részeként a Szentgyörgyi és Bazini grófok birtoka volt. 1515-ben a falu északnyugati részén a máriavölgyi pálosok szereztek birtokot. 1526 után a török elől menekült horvátok települtek ide, első említésük 1529-ben történt. 1534-ben a korábbi templom helyén felépült Szent Péter és Pál tiszteletére szentelt katolikus temploma. 1542-ben a stomfai uradalomhoz tartozó részt Serédy Gáspár szerezte meg. Ebben az időben a falunak 63 egész és 26 fél jobbágytelke volt, 50 horvát és 33 szlovák családdal. Az 1562-es egyházi vizitáció megerősíti, hogy a faluban már számos szlovák is lakott. A szlovák betelepülés folyamatos volt a 18. század közepéig. 1647-ben a település nemesi mezővárosi kiváltságot kapott. 1684-ben tűnik fel először a település pecsétje, mely templomának védőszentjeit ábrázolja. A 18. században Bél Mátyás is megemlíti Besztercét, mint mezőgazdasági-kézműves falut, mely kiterjedt szőlőheggyel rendelkezik. 1785 után lakói egyre inkább a közeli nagyvárosok, Pozsony és Bécs friss zöldséggel, terményekkel való ellátására rendezkedtek be. 1803-ban a birtokos Pálffyak segítségével Beszterce új templom építésébe fogott, melyet 1834-ben szenteltek fel. A lakosság száma is gyorsan nőtt, a 18. század végére számuk meghaladta az 1300 főt.
1866-ban az osztrák-porosz háború érintette a települést, július 22-én Lamacs felé eső határában csata is zajlott. 1868-ban a stomfai uradalom Besztercével együtt a Károlyi grófok birtoka lett. A 20. század elején több nemesi család volt birtokos a településen.
Vályi András szerint „BESZTERTZE. Tót falu Poson Vármegyében, földes Ura Gróf Pálfy Uraság, lakosai katolikusok, fekszik Poson Városához mintegy más fél mértföldnyire, népes helység, hasonló víz mossa, kies, és kövés határját, jó tulajdonságaihoz képest, első Osztálybéli. Besztertzén’ kivűl az útazónak jobbfelöl esik Máriánka; melly 1/4. óra járás innen: balra pedig a’ Stomfai út, melly tsak fél órányira fekszik”
Fényes Elek szerint „Besztercze, (Bisztrica Visternicz), tót falu, Pozson vgyében, a holicsi országutban, Pozsonyhoz 2 órányi távolságra. Kath. paroch. templom. Lakja 1533 kath., 4 zsidó lak. Határjában északra sok agyag márga találtatik; földje homokos; erdeje derék; urasági majorság; vizimalom. F. u. gr. Pálffy Leopold.”
A trianoni békeszerződésig Pozsony vármegye Pozsonyi járásához tartozott.

## Népessége
1900-ban Pozsonybesztercének 331 háza és 2195 lakosa volt.
1910-ben 2271, túlnyomórészt szlovák lakosa volt.
2001-ben 2086 lakosából 2022 szlovák, 24 cseh, 12 magyar, 10 német volt.
2011-ben 3395 lakosából 3165 szlovák, 37 cseh, 19 magyar, 25 német.

## Nevezetességei

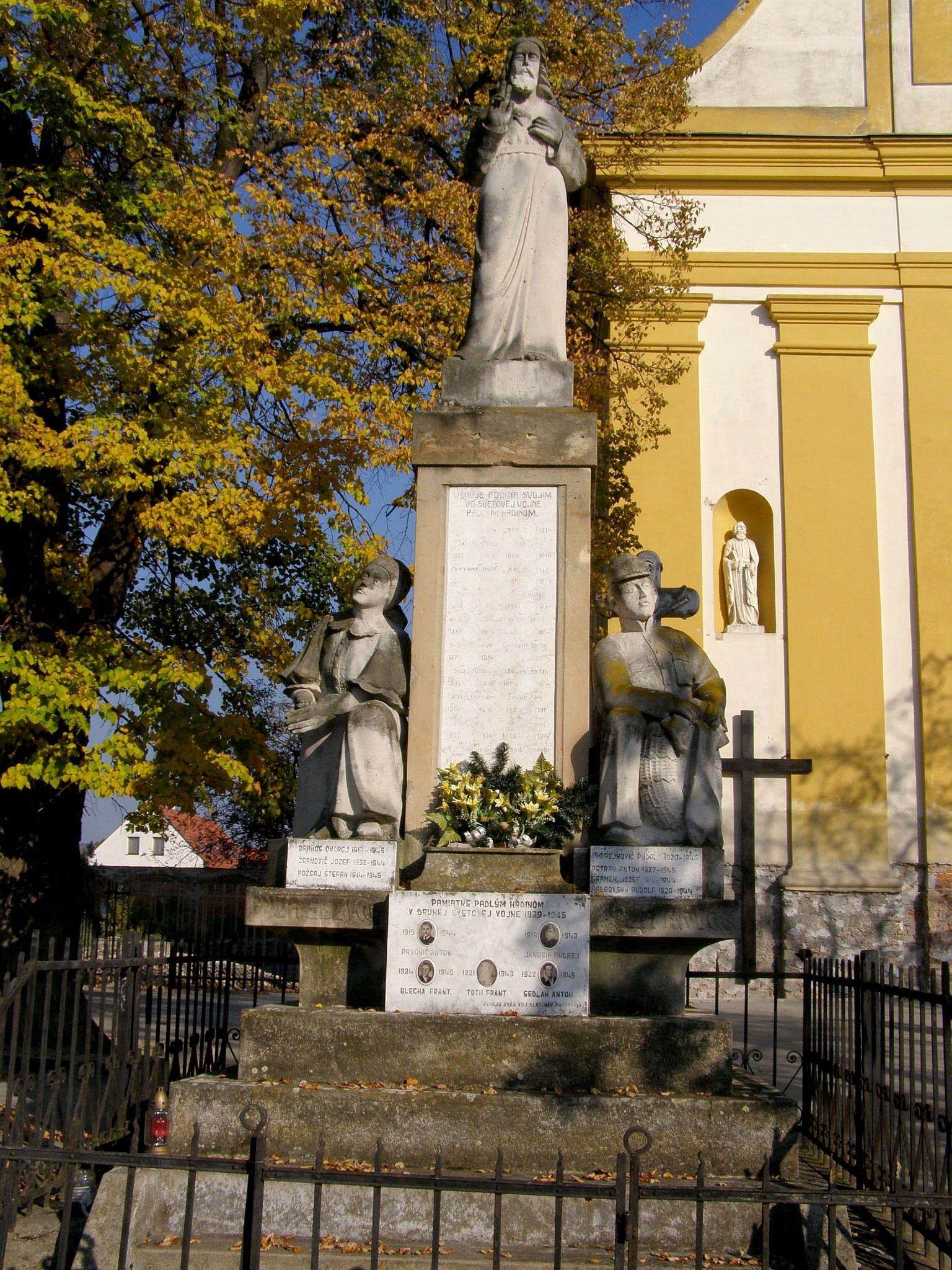
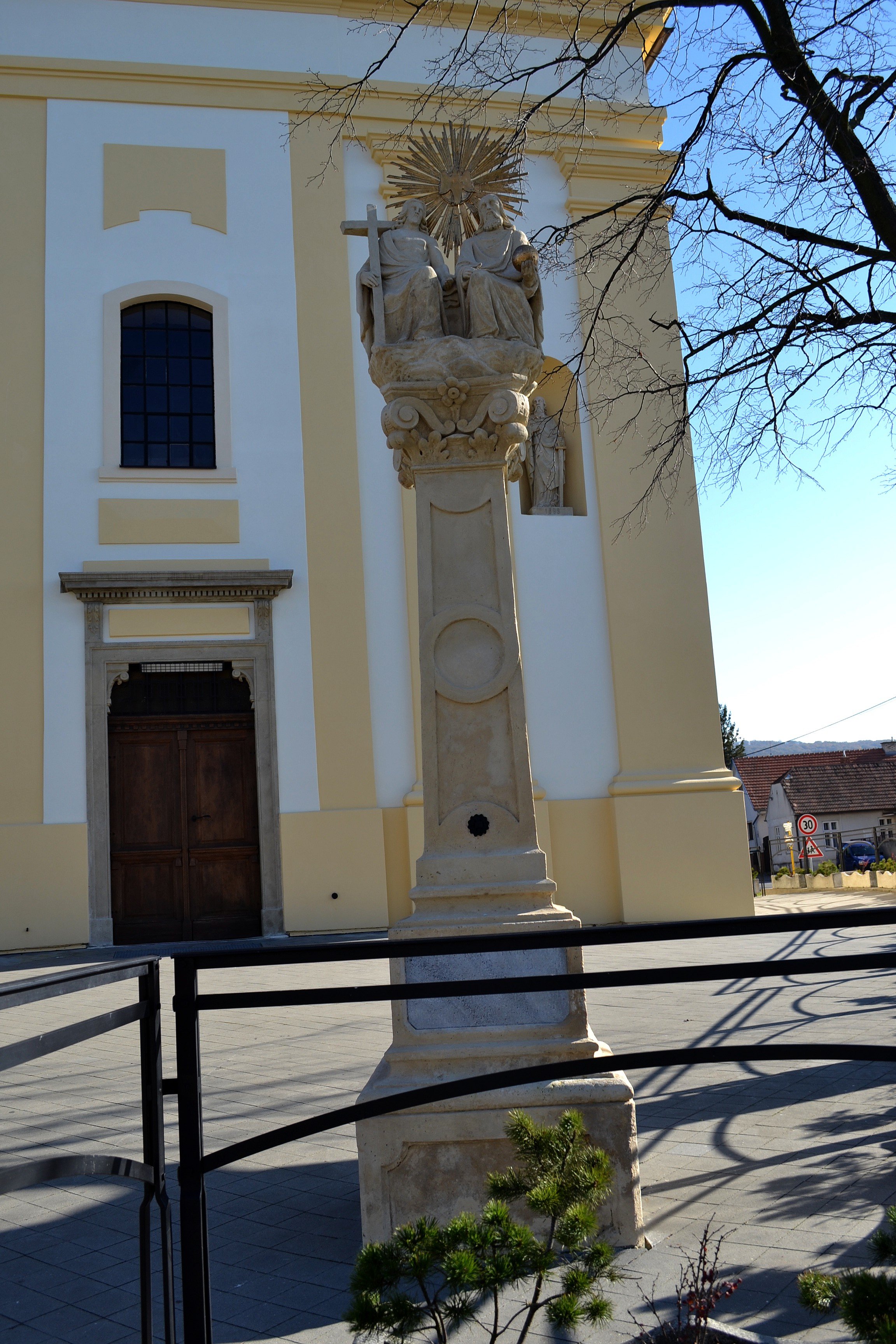
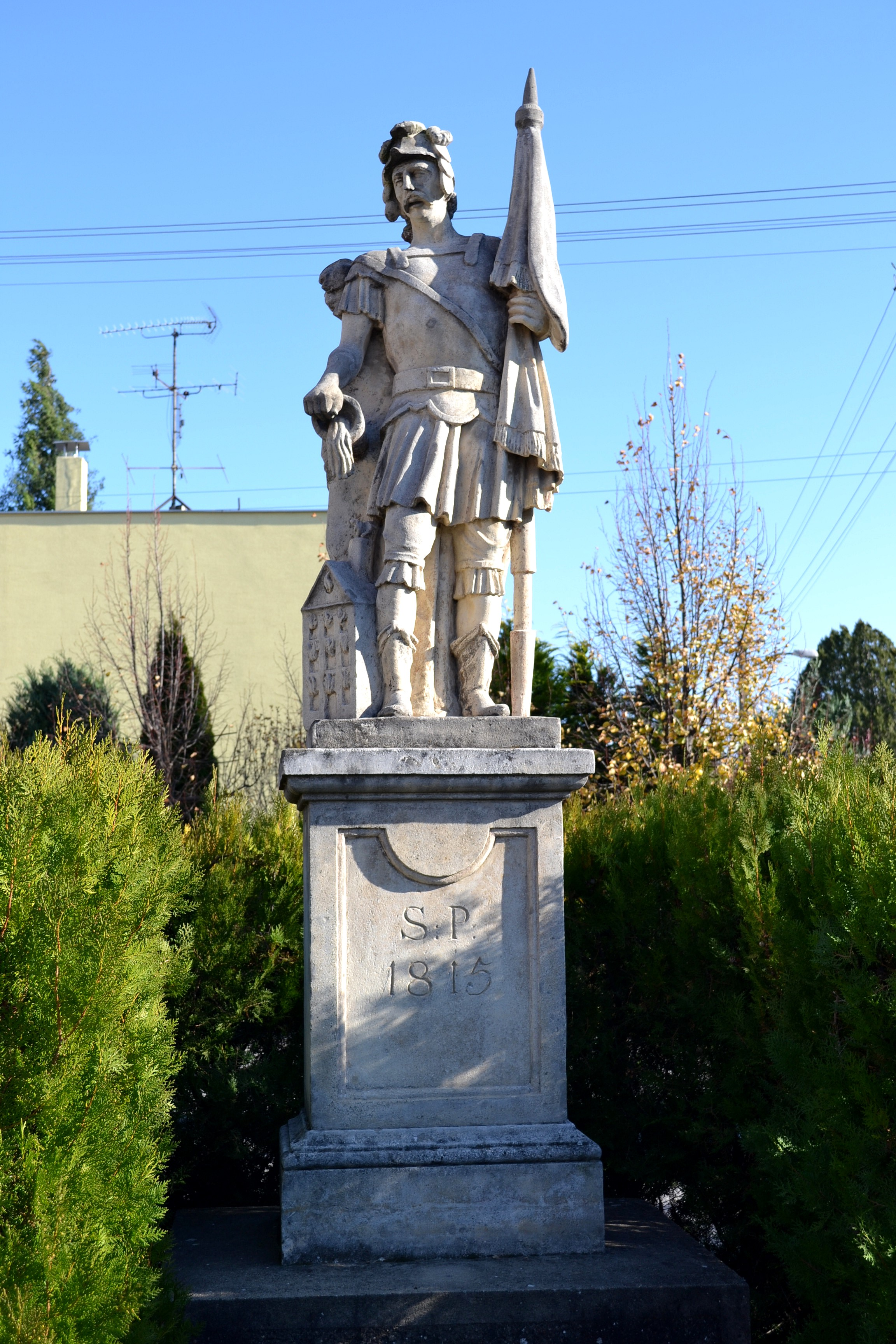
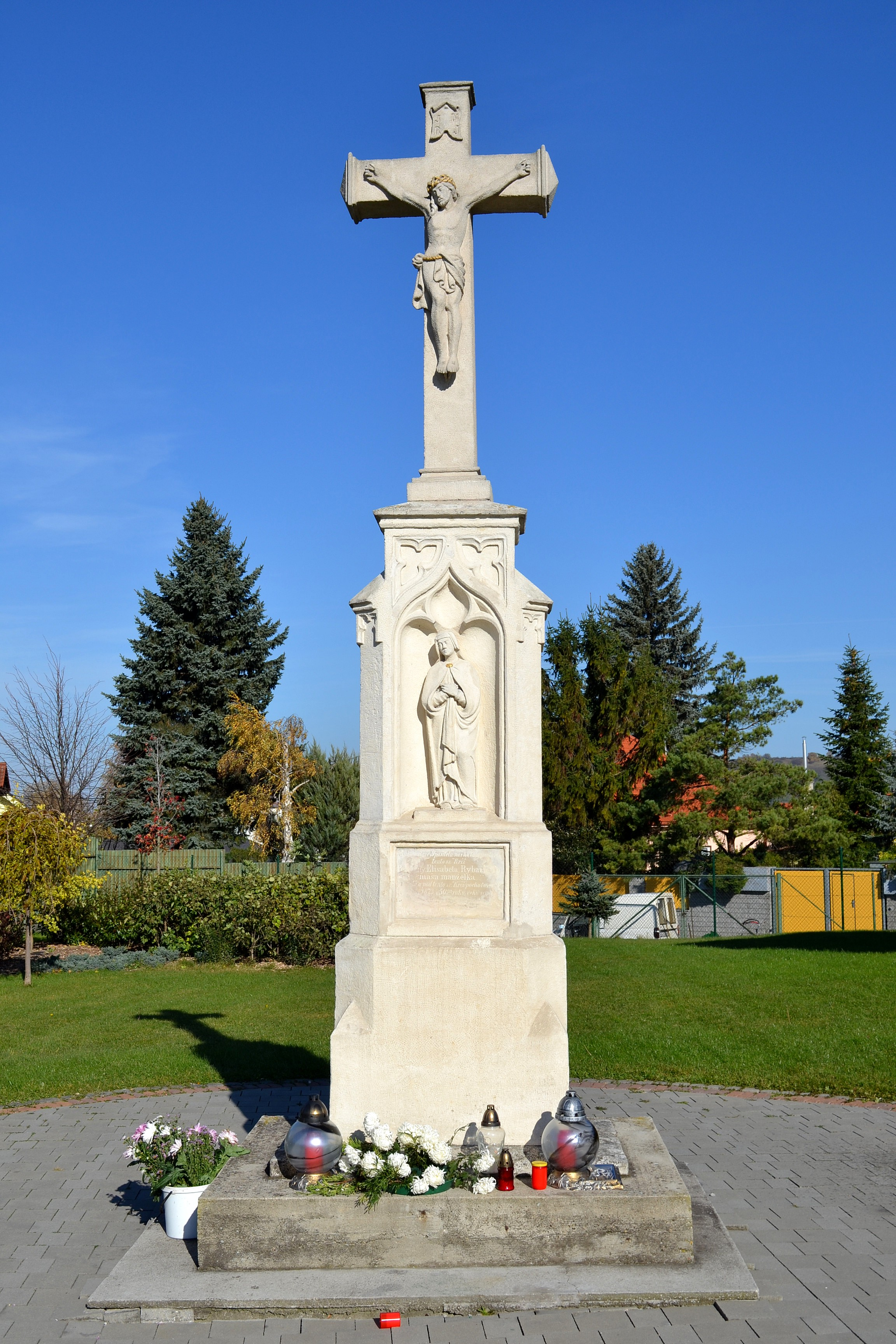
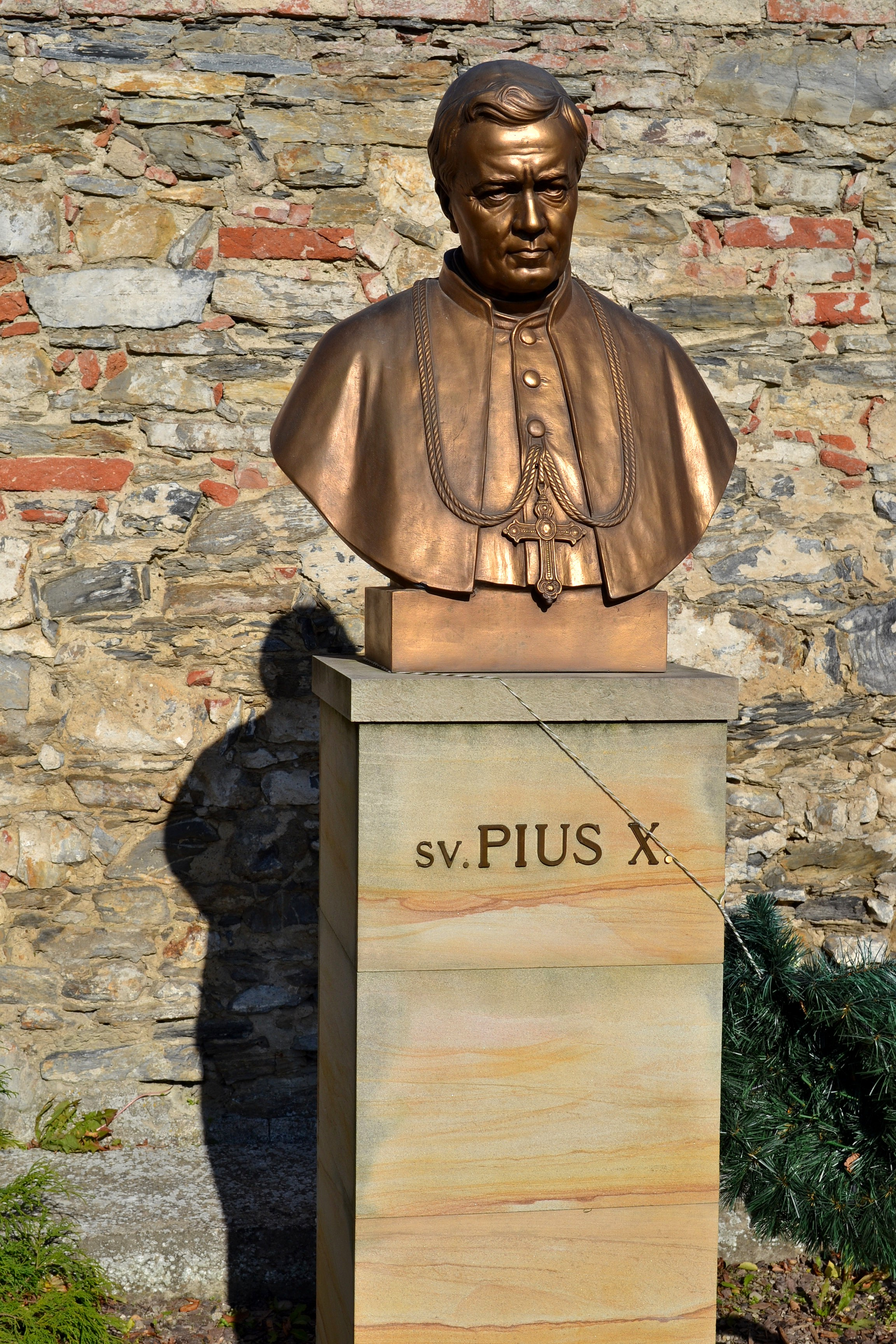

- Szent Péter és Pál apostolok tiszteletére szentelt római katolikus temploma 1803 és 1834 között épült.